# Damir Burić
Damir Burić (Póla, 1980. december 2. –) olimpiai bajnok (2012) és világbajnok (2007) horvát vízilabdázó, a Primorje Rijeka, majd Olaszországban a Pro Recco és a Radnički Kragujevac játékosa is volt.